# Seznam českých meteoritů
Seznam meteoritů, které dopadly nebo byly nalezeny na území Česka.

## Železné
1. Loket –  1400 Karlovarský, Česko – železný , IID[1] – 107 kg
2. Odranec – 1619 Vysočina, Česko – železo, ??? ZTRACENÝ
3. Bohumilice –  1829 Jihočeský, Česko – železný , IAB-MG[1] 59 kg
4. Broumov –  1847 Královéhradecký, Česko – železo, IIAB[1] 39 kg
5. Vysoká Bělá – 1898 Moravskoslezský, Česko –  železo, IID 4 kg
6. Sedlčany – 1900 Středočeský, Česko – železo 20 g
7. Teplá –  1909 Karlovarský, Česko – železo, IIIAB[1] 17 kg
8. Vícenice –  1911 Vysočina, Česko – železo, IID 4.37 kg[2]
9. Opava –  1925 Moravskoslezský, Česko – železo, IIA[1] 14,3 kg
10. Chlumec – 1993 Královéhradecký, Česko – železo, neseskupené 3 kg

## Mezosiderit
1. Potůčky (Breitenbach) – 1861 Karlovarský, Česko –  mezosiderit[1] 10,5 kg

## Achondrit
1. Stonařov – 1808 Vysočina, Česko – achondrit[3] 52 kg   *

## Chondrity
1. Ploskovice – 1723 – Ústecký, Česko c – L5[1] / 39 g   *
2. Tábor – 1753 – Jihočeský, Česko – H5 [1]/ 7.54 kg *
3. Lysá nad Labem – 1808 –  Středočeský, Česko – L6[1] / 12,8 kg *
4. Žebrák – 1824 Středočeský, Česko – H5 / 2 kg *
5. Veselí nad Moravou – 1831 – Jihomoravský, Česko – H5 / 3,75 kg *
6. Blansko – 1833 – Jihomoravský, Česko – H6 [1]/ 470 g *
7. Těšice – 1878 – Olomoucký, Česko – H / L3.6[1] / 28 kg *
8. Sazovice – 1934 – Zlínský, Česko – L5 / 412 g *
9. Zlín – 1939 – Zlínský, Česko – H4[1] / 3,3 g
10. Příbram – 1959 – Středočeský, Česko – H5 / 5,56 kg **
11. Ústí nad Orlicí – 1963 – Pardubický, Česko – L6 / 1269 g
12. Suchý Důl (Police nad Metují) – 1969 – Královéhradecký, Česko – L6 / 815 g *
13. Morávka – 2000 – Moravskoslezský, Česko – H5 / 633 g **
14. Benešov (a) – 2011 – Středočeský, Česko – LL3.5[1] / 9,7 g **
15. Benešov (b) – 2011 – Středočeský, Česko – H5 / 1,54 g **
16. Žďár nad Sázavou – 2014 – Vysočina, Česko – L3 / 45 g **
17. Hradec Králové – 2016 – Královéhradecký, Česko – LL5 [1]/ 135 g **